# Trần Quốc Lịch
Trần Quốc Lịch (1935-2021), nguyên là một tướng lĩnh gốc Nhảy dù của Quân lực Việt Nam Cộng hòa, cấp bậc Chuẩn tướng. Ông xuất thân từ trường Sĩ quan Trừ bị do Quân đội Pháp và Chính phủ Quốc gia Việt Nam mở ra ở Nam phần Việt Nam với mục đích đào tạo sĩ quan người Việt để phục vụ trong Quân đội Liên hiệp Pháp. Thời gian tại ngũ ông đã bắt đầu từ chức vụ chỉ huy cấp Trung đội cho đến chỉ huy cấp Lữ đoàn trong Binh chủng Nhảy dù. Những năm sau cùng ông chuyển sang đơn vị Bộ binh và lên đến chức vụ chỉ huy cấp Sư đoàn.

## Tiểu sử & Binh nghiệp
Ông sinh ngày 18 tháng 2 năm 1935 trong một gia đình thương nhân khá giả tại Làng Sĩ Hội, xã Nghĩa Hùng, huyện Nghĩa Hưng, tỉnh Nam Định, miền Bắc Việt Nam. Năm 1953, ông tốt nghiệp Trung học chương trình Pháp tại Nam Định với văn bằng Tú tài bán phần (Part I).

### Quân đội Quốc gia Việt Nam
Đầu năm 1954, ông tình nguyện nhập ngũ vào Quân đội Quốc gia, mang số quân: 55/300.560. Theo học khóa 4 phụ Cương Quyết 2 Sĩ quan Trừ bị Thủ Đức nhưng được gửi lên Đà Lạt để thụ huấn ở trường Võ bị Liên quân mang tên khóa 10B Trừ bị, khai giảng ngày 16 tháng 3 năm 1954. Ngày 1 tháng 10 năm 1954 mãn khóa tốt nghiệp với cấp bậc Thiếu úy. Ra trường, ông tình nguyện gia nhập vào đơn vị Nhảy dù, được chuyển đi học khóa căn bản Binh chủng tại Sài Gòn. Mãn khóa ông được điều về làm Trung đội trưởng trong Đại đội 4 của Tiểu đoàn 3 Nhảy dù đồn trú tại Nha Trang do Đại úy Phan Trọng Chinh làm Tiểu đoàn trưởng đầu tiên.

### Quân đội Việt Nam Cộng hòa
Cuối năm 1956, sau gần một năm từ Quân đội Quốc gia chuyển sang phục vụ Quân đội Việt Nam Cộng hòa, ngày 1 tháng 10 ông được thăng cấp Trung úy giữ chức vụ Đại đội phó Đại đội 4 trong Tiểu đoàn 3 Nhảy Dù. Đến năm 1958, ông được cử theo học khóa tình báo tại trường Quân báo Cây Mai, mãn khóa trở về đơn vị làm sĩ quan An ninh tại Bộ chỉ huy Tiểu đoàn.
Ngày Quốc khánh Đệ nhất Cộng hòa 26 tháng 10 năm 1961, ông được thăng cấp Đại úy, giữ chức Đại đội trưởng Đại đội 1 trong Tiểu đoàn 3 Nhảy dù. Đầu năm 1964, cùng đơn vị hành quân tại chiến trường Hồng Ngự khu vực Đồng Tháp Mười, ông bị thương phải chuyển về điều trị ở Tổng Y viện Cộng Hòa một thời gian ngắn. Đầu năm 1965, ông được chuyển sang làm Tiểu đoàn phó Tiểu đoàn 1 Nhảy dù.. Tháng 10 cùng năm, ông được cử theo học khóa Chỉ huy Tham mưu cao cấp ở trường Chỉ huy và Tham mưu tại Đà Lạt.
Đầu năm 1966, mãn khóa học trở về đơn vị ông được giữ chức vụ Trưởng phòng 2 tại Bộ Tư lệnh Sư đoàn Nhảy dù. Giữa năm, ông được thăng cấp Thiếu tá và được cử giữ chức vụ Tiểu đoàn trưởng Tiểu đoàn 3 Nhảy dù thay thế Thiếu tá Trương Kế Hưng. Tháng Giêng năm 1967, ông được cử đi du học khóa Tình báo cao cấp tại trường Tình báo Thái Bình Dương Okinawa, Nhật Bản.
Tháng 4 năm 1968, sau chiến trận Mậu thân đợt 1 ông được thăng cấp Trung tá tại nhiệm. Sau đó, nhận lệnh bàn giao Tiểu đoàn 3 Nhảy Dù lại cho Thiếu tá Lê Văn Phát để lên giữ chức Lữ đoàn trưởng Lữ đoàn 2 Nhảy Dù thay thế Trung tá Đào Văn Hùng.
Đầu năm 1970, ông được thăng cấp Đại tá tại nhiệm. Hạ tuần tháng 8 năm 1972, ông xin từ nhiệm vì bệnh cao huyết áp, bàn giao Lữ đoàn 2 lại cho Trung tá Nguyễn Thu Lương. Sau đó, ông được cử giữ chức vụ Tham mưu trưởng kiêm Trưởng phòng 3 Hành quân của Sư đoàn. Đầu tháng 9 cùng năm, ông được bổ nhiệm làm Tư lệnh Sư đoàn 5 Bộ binh thay thế Chuẩn tướng Lê Văn Hưng.
Trong suốt thời gian trong Binh chủng Nhảy dù, từ chức Tiểu đoàn trưởng đến Lữ đoàn trưởng, rồi Trưởng phòng trong bộ tư lệnh Sư đoàn, ông phục vụ dưới quyền Tư lệnh là tướng Dư Quốc Đống.
Ngày lễ Quốc khánh Đệ nhị Cộng hòa 1 tháng 11 năm 1972 ông được thăng cấp Chuẩn tướng tại nhiệm. Thượng tuần tháng 7 năm 1973, ông được lệnh bàn giao Sư đoàn 5 lại cho Đại tá Lê Nguyên Vỹ (nguyên Tư lệnh phó Sư đoàn 21 Bộ binh). Cùng ngày, ông được bổ nhiệm giữ chức vụ Chánh thanh tra Quân đoàn IV và Quân khu 4 do Thiếu tướng Nguyễn Vĩnh Nghi làm Tư lệnh Quân đoàn.
Cuối năm 1974, ông là nghi can có liên quan đến một vụ buôn lậu lớn trong quân đội với tội danh bán vũ khí cho quân đội cộng sản (thời điểm này, tất cả các báo chí tại miền nam đã đăng tải tin này như một sự kiện thời sự nóng bỏng), ông bị câu lưu và tạm giam tại Đề lao Chí Hòa để chờ điều tra. Trong khi hồ sơ chưa hoàn tất, ông bị buộc phải giải ngũ trước niên hạn.

## 1975
Sau ngày 30 tháng 4, ông được trở về với gia đình. Sau đó đi trình diện ban Quân quản của Chính quyền Cách mạng, ông tiếp tục bị đưa đi tù đày từ Nam ra Bắc cho đến ngày 11 tháng 2 năm 1988 mới được trả tự do.
Năm 1991, ông cùng gia đình xuất cảnh theo diện H.O do Chính phủ Hoa Kỳ bảo lãnh sang định cư tại Orange, California, Hoa Kỳ. Về sau chuyển đên cư ngụ tại Westminster City (cùng bang California).
Ngày 3 tháng 1 năm 2021, ông từ trần tại nơi định cư, hưởng thọ 86 tuổi.

## Gia đình
- Bào tỷ: Trần Thị Thanh, Trần Thị Hội
- Bào đệ: Trần Quốc Giám
- Bào muội: Trần Thị Kim Oanh
- Phu nhân; Nguyễn Thị Xuân Hương
- Cấc con: Trần Quốc Công Khanh, Trần Thị Diệu Hương, Trần Quốc Hưng, Trần Quốc Đạt, Trần Quốc Tuệ.

## Huy chương
- Huy chương Việt Nam Cộng hòa:
-Bảo quốc Huân chương đệ tam đẳng
-Hai mươi lần tuyên dương công trạng trước quân đội (được tặng thưởng Anh dũng Bội tinh với nhành Dương liễu)
-Mười lần tuyên dương công trạng trước Quân đoàn, Sư đoàn, Trung đoàn (được tặng thưởng Anh dũng Bội tinh với ngôi sao vàng, bạc và đồng)
-Chiến thương Bội tinh và một số Huy chương quân sự, dân sự khác.
- Huy chương Hoa Kỳ:
-Hai huy chương Silver Stars.
-Hai huy chương Bronze Stars.
-Huy chương Air Medal.